# سردار عزیز
سردار عزیز (زادهٔ ۲۳ اکتبر ۱۹۹۰) یک بازیکن فوتبال اهل ترکیه است که به عنوان مدافع میانی برای باشگاه فوتبال فنر باغچه در سوپر لیگ فوتبال ترکیه بازی می‌کند. او همچنین برای تیم ملی فوتبال ترکیه نیز به میدان رفته‌است.

## افتخارات

### باشگاهی
بورسااسپور
- قهرمانی در سوپر لیگ فوتبال ترکیه: ۲۰۰۹–۱۰

گالاتاسرای
- قهرمانی در سوپر لیگ فوتبال ترکیه: ۲۰۱۷–۱۸
- قهرمانی در سوپر جام فوتبال ترکیه: ۲۰۱۶